# 肩ごしの恋人
『肩ごしの恋人』（かたごしのこいびと）は、日本の小説家・唯川恵の長編恋愛小説。また、これを原作としたテレビドラマ及び映画。通称「カタコイ」。

## 概要
『シュガーコート』のタイトルで、文芸誌『鳩よ!』に1999年4月号から2000年11月まで連載され、2001年9月に単行本としてマガジンハウスより発行された。恋愛にのめりこむことができないOLと、恋に翻弄されつづけるOLの幼馴染の女性が、結婚・不倫・離婚・就職・妊娠など現実に直面しながら、女性としての幸せを見つけていく物語。現代社会に生きる女性達をリアルに描き、女性だけでなく、男性からも共感を得ている。
第126回（2001年下半期）直木賞受賞作。
多種多様な女性の価値観が注目される中、2007年夏季にはTBS系列でテレビドラマ化された。なお、この回の直木賞受賞作では先に山本一力の『あかね空』が映画化されている。
また、韓国で同作品を原作とした映画が撮影された。日本では2007年に公開。主演はイ・ミヨン、イ・テラン。
この作品のタイトルは、「『恋愛』を正面に見据えた生き方より、自分が目指す目標に向かって突き進んで生きていく中で、気が付くと肩ごしに恋人が見える生き方の方が幸せになれる」という意味がこめられている（肩ごしの恋人 ドラマサイト(現在は削除)より）。

## 物語あらすじ
親友である室野（旧姓・青木）るり子の3回目の結婚式に出席した早坂萌は、式で出会った海老嫌いの男・柿崎祐介と関係を持つ。彼は新婚ほやほやであったが、萌はのめり込まない程度につき合うようになる。また、仕事の残業中に知り合ったバイトの青年・秋山崇と食事をともにした日、彼が家に戻ることを拒み、萌は崇を家に引き入れ、一夜を過ごしてしまう。一方、るり子は順調に新婚生活を送っているかに見えたが、結婚した途端に夫・室野信之とのセックスに興味がなくなり、崇を自分の家に連れこんで遊んでいたりなどしていた。
そして二人に事件が起きる。萌は自分が勤めている会社で新しい部門の責任者に任命されるのだが、それは自分が最も嫌っていた製品の担当であった。自分の描いた夢と現実との差を痛感した萌は会社を辞めてしまう。一方、るり子は信之の浮気現場を目撃。問い詰めると信之は謝罪したのだが、後日るり子は相手の女性に呼び出され、「付き合ってきたのは向こう。20年の流行顔で総務部のおばさんに受けるルックスだし、私からは付き合わない」と馬鹿にされてしまう。怒ったるり子は家を飛び出し、萌のマンションに押しかける。さらに、崇はるり子の元を離れたあと、野宿をしたり、果てはゲイバーでバイトをしようとしたりするなどして家に戻る気配がまったくない。萌はしぶしぶながら、二人をマンションに泊めてしまう。
かくして、萌とるり子、それに崇の共同生活が始まっていくのだった。

## 登場人物

### 主人公
早坂 萌 （はやさか・もえ）
27歳。四谷にある通信販売・輸入代行会社のOL。報道記者になる夢を持っていたが、挫折。世界とかかわっていたいという気持ちから輸入代行会社に入社したものの、不良品の苦情処理や後輩のミスの尻拭いに追われる。それでも、主任になり、さらに同期ではいち早く新しい部門の責任者に任命される。
自分も男も信用できない性格。男は好きなのだが恋愛に発展しない。恋にのめりこむことが怖く、一歩下がった状態になる。本人は否定しているが、過去に受けたある出来事がトラウマになっている。また、お人よしな性格で、分かっていても人の面倒を見てしまうところがある。るり子の性格を不愉快には思っておらず、寧ろうらやましがっている。
るり子の今の夫と以前付き合っていたが、るり子に横取りされ、あっさりと身を引いている。
喫煙者。ただし、物語の最後では禁煙している。
終盤では、同棲していた高校生・崇の子供を妊娠してしまう。そして、子供を育てたいという思いから、崇の子供であることを本人に告げず、シングルマザーになる決意をする。
ドラマでの設定年齢は30歳。女としての潤いがなく、とっつきにくい「サボテン女」とるり子に呼ばれている。
室野（青木）るり子 （むろの(あおき)・るりこ）
27歳。萌と5歳のころから22年来の親友である。バツ2。男とブランド製品と芸能人にしか興味がない。泳ぎ続けないと死んでしまうというサメに自らを例え、恋愛に翻弄されないと生きられない「鮫科の女」と呼んでいる。
とにかく自分が幸せになるために男に積極的なアプローチをかける。男には好かれる反面、女からは嫌われている。その一方で結婚すると途端に冷めてしまい、初婚も2年で、1年後の再婚は半年で終わっている。そして今回の結婚生活にも暗雲が垂れ込めている。
これまで結婚した男達とはいずれも略奪愛。初婚は不倫の末に手に入れたのだが、刃傷沙汰になりかねないほどの騒動を起こしている。これに懲りたのか、3度目の結婚相手は"信頼できる"萌が付き合っていた相手である。
喫煙者。生まれ変わるとしたら猫になって金持ちに飼われたいとか。
終盤では、書店のオーナー・リョウに心惹かれる。リョウはゲイで女にまったく興味を抱かない男であったが、気持ちが揺らぐことはなく、信之と離婚する。
ドラマでの設定年齢は30歳。原作と異なり、家事が得意。

### 原作
秋山 崇 （あきやま・たかし）
15歳。178cm、65kg。父は心臓外科医。成城に自宅があり、進学校に通うお坊ちゃま。しかし、決められたレール通りの人生を歩まされることに嫌気がさし家出し、18歳と偽ってバイトに精を出している。『バカな生き方』がしたいと思っている一方で、父親を非難したり、るり子に対して「旦那よりも結婚することの方が好きじゃないの？」と冷めた目で現実を見ている。犬嫌いである。
物語序盤では血が繋がっていない母親にレイプされたと語っているが、実は嘘。血が繋がっていないのは父親の方。家出の真相は嫌いな義父と一番好きな実母が夜の営みを楽しんでいることにうんざりしたため。しかし、母の本当の気持ちを知り改心。イギリスに留学する決意をする。
ドラマでの設定年齢は16歳だが高校1年生であることは変わっていない。家を飛び出してからは、半ばネットカフェ難民と化していた。
柿崎 祐介 （かきざき・ゆうすけ）
ドイツ車専門の輸入会社に勤めているサラリーマンで、海老が食べられない男。るり子が派遣会社に勤めていたときに目をつけ、つきあっていたことがあるが、結局自分の将来に必要だったという理由で上司の娘と結婚した。器用で実にずるい生き方をする人間。るり子3回目の結婚式で萌と出会い、不倫関係になる。とはいえ、毎日のように会うわけではなく、食事だけで終わることもあったりと、一定の距離を置いて付き合っていたが、彼の結婚生活にも陰りが見えてくる。
喫煙者でマルボロをすっている。
ドラマでの設定年齢は35歳。
室野 信之 （むろの・のぶゆき）
るり子の夫。仕事熱心なサラリーマン。元は萌とつき合っていたのだが、るり子が横取りしてつき合った、という経緯がある（ただし萌本人は気にしていない、というより、るり子に持っていかれてほっとしている）。優しい性格であるが、接待と偽って女とつき合ってしまうことから新たな火種が生まれる。しかし、るり子と別れたいとは少しも思っていない。
ドラマでの設定年齢は28歳。かつては野球選手で甲子園で4番を打っていたが怪我のために野球を止め、今では仕事のノルマ達成に奮闘している。
文ちゃん
新宿2丁目にあるゲイバー「キッチュ」マスター。柿崎の高校時代の同級生で友人、というより柿崎に惚れている。自衛隊に3年所属した後にゲイの世界に入る。見た目はマッチョで普通の男。口は悪いが、失業した萌やるり子、崇の就職先を斡旋したりと意外と気の利くタイプの人間。ただし、るり子のような強欲なタイプの女は嫌い。
ドラマでの設定年齢は35歳。
リョウ
文ちゃんの斡旋で萌が働くことになったゲイ専門書店のオーナー。彼もまたゲイで、現在は有名なアクション俳優と付き合っている。るり子とはある出来事で言い争ってしまうのだが、文ちゃんが言うには二人は似たもの同士だとか。
ドラマでの設定年齢は30歳。かつて家族にゲイであることを「気持ち悪い」といわれたことが傷になっていて、女性に対しては冷徹な一面を見せる。
山下 エリ（やました・えり）
るり子の夫・信之と同じ会社で勤めている信之の浮気相手。見た目はいかにもギャル系でるり子にはかなわない（と、るり子本人は思っている）が、その割にプライドが高く、悪びれた様子もなく、るり子を挑発する。
ドラマでの設定年齢は24歳。
高野 逸子 （たかの・いつこ）
47歳。萌が勤めている輸入代行会社の課長。バツイチで子供が一人いる。絵に描いたような働く女。仕事の現実を萌に突きつける。
ドラマでの設定年齢は40歳で、萌との年齢差は20歳から10歳になっている。プライベートでは年下の男と付き合っている。
松下 美樹 （まつした・みき）
22歳。輸入代行会社の社員で萌の後輩。ミスばかりやらかし、萌が尻拭いをしているのを尻目に何も言わずに帰ろうとする。さらに、萌に注意されると泣いて周囲の同情を引こうとする。萌いわく、女の弱さを武器にする嫌いなタイプの人間。
ドラマでの設定年齢は23歳。

### ドラマオリジナル
秋山 奈々子 （あきやま・ななこ）
設定年齢15歳。崇を追いまわしている高校生。しかし、崇はなぜか逃げ出してしまう。実は崇とは血のつながっていない兄妹である。
柿崎 千佳 （かきざき・ちか）
設定年齢25歳。柿崎祐介の妻であり、その上司の娘。しかし、そっけない態度に腹を立て、離婚を決意する。

## 書籍
- 単行本：ISBN 4-8387-1298-7 （マガジンハウス、装丁：杉田達哉）
- 文庫本：ISBN 978-4-08-747744-3 （集英社文庫）

## テレビドラマ
2007年7月5日から9月6日までTBS系で毎週木曜日22:00 - 22:54（JST）に放送された。全9回。ハイビジョン制作。字幕連動データ放送。
初回は5分拡大で放送され、初回のみ前の番組『地獄の沙汰もヨメ次第』からクロスプログラムと番宣をはさみ、ステーションブレイクなしでスタートした。2007年8月30日は2007年世界陸上選手権中継のため休止。当初全10話を予定していたが1話短縮された。
キャッチコピーは「オンナの幸せより、ワタシの幸せ」。

### キャスト

#### レギュラー
- 早坂萌：米倉涼子
- 室野るり子：高岡早紀
- 室野信之：永井大
- 文ちゃん：池内博之
- 秋山崇：佐野和真
- 秋山奈々子：渋谷飛鳥
- 山下エリ：三津谷葉子（ - Vol.6）
- 柿崎千佳：中山恵（Vol.2 - ）
- 松下美樹：加藤美佳（ - Vol.3）
- リョウ：要潤
- 柿崎祐介：田辺誠一
- 高野逸子：若村麻由美（ - Vol.3）
- マコト：堀井茶渡： バー「キッチュ」の店員。

#### ゲスト
- 結婚式場のバーテン：安住紳一郎（TBSアナウンサー）（Vol.1）
- 石橋勇輝：金子昇（Vol.3）
  - 高野逸子の恋人。
- 光岡恭子（みつおか・きょうこ）：夏木マリ（Vol.4）
  - 設定年齢41歳。萌が派遣された冷凍食品会社の女性社員。お局的な存在で男に媚を売る。派遣社員に厳しく何人も泣かせてやめさせた経歴を持つ。
- 早坂幸子（はやさか・さちこ）：田島令子（Vol.5、9）
  - 設定年齢59歳。萌の実母。
- 秋山志保（あきやま・しほ）：七瀬なつみ（Vol.6、8）
  - 崇の実母。
- 橘律子（たちばな・りつこ）：ふせえり（Vol.7）
  - 設定年齢51歳。るり子の離婚問題を3回も担当することになった離婚専門の弁護士。
- 岩本正男（いわもと・まさお）：山口良一（Vol.7）
  - 設定年齢55歳。萌の派遣先で勤めている社員。一見まじめに見えるが、萌にセクハラをしようとする。
- 秋山憲太郎（あきやま・けんたろう）：山下真司（Vol.8）
  - 崇の義理の父。崇とは馬が合っていなかった。

### スタッフ
- 原作：唯川恵『肩ごしの恋人』（集英社文庫）
- 脚本：後藤法子
- プロデューサー：貴島誠一郎、橋本孝
- 演出：酒井聖博、竹村謙太郎、山本剛義
- 制作：ドリマックス・TBS
- 演出補：森永恭朗、佐藤敦司、大川慎治、橋本堅
- プロデューサー補：新井順子、松本桂子、川島由依
- 技術：長瀬元孝
- 撮影：小川信也、高越潤、桑沢孝博、原正好
- 映像：飯泉亮
- 照明：森田典光、遠藤和俊
- 音声：小島一宏
- 音響効果：鳥水哲也
- MA：横田良孝
- タイトルバック：本田貴雄
- 美術デザイン：高田太郎、YANG仁栄
- 美術：一條学
- 協力：東通、アックス、緑山スタジオシティほか

### 音楽
- 主題歌：竹内まりや「チャンスの前髪」（ワーナーミュージック・ジャパン）
- 音楽：羽岡佳『肩ごしの恋人』オリジナルサウンドトラック（2007年8月29日発売）

### DVD
- 『肩ごしの恋人』DVD-BOX 4枚組（ビクターエンタテインメント・2007年12月21日発売）

### その他
- 萌が通販の輸入代行業社に勤めている、ということで萌のマンションには通販で人気のあった「ビリーズ・ブートキャンプ」が置いてある。
- 第3話で、エリが信之のことを「20年前の流行り顔」として三田村邦彦の名をあげているが、実際に写真を借り、信之の顔と合成した映像が登場している。

### 放映リスト
| 各話  | 放送日        | サブタイトル           | 演出       | 視聴率 |
| ----- | ------------- | ---------------------- | ---------- | ------ |
| Vol.1 | 2007年7月5日  | 「迷える三十路」       | 酒井聖博   | 10.2%  |
| Vol.2 | 2007年7月12日 | 「迷える女の出世と恋」 | 酒井聖博   | 8.6%   |
| Vol.3 | 2007年7月19日 | 「情けなくて涙が出る」 | 竹村謙太郎 | 7.5%   |
| Vol.4 | 2007年7月26日 | 「お局VS結婚しない女」 | 山本剛義   | 6.8%   |
| Vol.5 | 2007年8月2日  | 「彼の秘密私の事情」   | 酒井聖博   | 6.3%   |
| Vol.6 | 2007年8月9日  | 「修羅場の温泉旅行」   | 竹村謙太郎 | 7.3%   |
| Vol.7 | 2007年8月16日 | 「祭りのあとの告白」   | 山本剛義   | 6.3%   |
| Vol.8 | 2007年8月23日 | 「衝撃の夜別れの朝」   | 酒井聖博   | 6.5%   |
| Vol.9 | 2007年9月6日  | 「女のダンディズム」   | 酒井聖博   | 7.2%   |

平均視聴率 7.4%（ビデオリサーチ調べ・関東地区）

## 映画
日本では、2007年11月23日に公開された。日本・韓国合作。イ・ミヨンとイ・テランのW主演。

### キャスト
ソ・ジョンワン〈32歳〉
演 - イ・ミヨン
独身の写真家で「恋愛至上主義」。妻のいる男と不倫をしている。
ユン・ヒス〈32歳〉
演 - イ・テラン
ジョンワンの親友。「結婚至上主義」で、夫は裕福な実業家。
クォン・ヨンフ
演 - キム・ジュンソン
ジョンワンの不倫相手。既婚。
キム・ヒョンシク
演 - ユン・ジェムン
ヒスの夫。若い愛人がいる。
マルコ
演 - マルコ
キム・ヨンホ
演 - キム・ビョンチュン
キム・エリ
演 - キム・ファジュ
キム・ジヨン
演 - イ・ヘサン
ジョンワンの母
演 - イ・ヨンラン
ジョンワンの祖母
演 - ナム・ジョンヒ

### スタッフ
- 原作：唯川恵「肩ごしの恋人」（集英社文庫刊）
- 監督：イ・オンヒ[5]
- 脚本：コ・ユニ、キム・ウネ[5]
- 製作：大里洋吉、チャ・スンジェ、キム・ミヒ[5][6]
- 撮影：ホン・ギョンピョ[5]
- 音楽：タル・パラン[5]
- 韓国語・日本語字幕：根本理恵
- 製作：アミューズ、フジテレビジョン、ショウゲート、SIDUS FNH
- 配給：ショウゲート